# Patterson Companies
Patterson Companies (NASDAQ : PDCO) est une entreprise américaine de matériel dentaires
Patterson Compagnies possède son siège au 1031, Mendota Heights Road, à Saint Paul, au Minnesota. La société est dirigée par le président Peter L. Fréchette et le président et l'officier exécutif en chef, James W. Wiltz. Elle est membre de l'indice S&P 500 et faisait partie de l'indice NASDAQ-100.

## Historique
La compagnie Patterson Dental fut fondée en 1878.
En 1985, alors que la société enregistre un chiffre d'affaires de $111 millions, Peter L. Fréchette (qui rejoint Patterson Dental Co. en 1982 comme président) opère un rachat de l'entreprise par les cadres (qui était alors détenue par The Beatrice Companies, un conglomérat essentiellement actif dans l'alimentation) et introduit la société en bourse en 1992,.
La fondation Patterson est créée en 2000. Celle-ci fournit des bourses scolaires aux enfants des employés de la société, et effectue des donations à diverses associations actives dans la santé dentaire ou animale.
Elle est connue comme Patterson Companies, depuis qu'elle a changé de nom en 2004. Au début des années 2000, le potentiel d'acquisitions dans le secteur des fournitures dentaires se réduit, ce qui pousse la société à se diversifier. En 2003, elle a ajouté à son activité les fournitures vétérinaires Webster et anciennement nommé AbilityOne Products Corporation, qui est ensuite devenu Patterson Medical Products. Les marques Patterson comprennent PDXpress, EagleSoft et eMAGINE.
En 2005, la société enregistre un chiffre d'affaires de $2,42 milliards. Peter L. Fréchette quitte alors ses postes de président et CEO, remplacé par James Wiltz,. En 2006, la compagnie avait plus de 6 440 employés.
En juillet 2015, Patterson vend son activité de récupération, Patterson Medical, au fonds d'investissement Madison Dearborn Partners pour 715 millions de dollars, juste quelques mois après avoir racheté la société vétérinaire Animal Health International, ce qui lui permit de doubler la taille de son activité sur ce créneau. Patterson Medical redevient alors une société indépendante. En 2016, Patterson Companies enregistre un chiffre d'affaires de $5,6 milliards,.
En 2017, Patterson Companies fait son entrée sur la liste des Fortune 500 établie par le magazine Fortune.

## Principaux actionnaires
Au 31 décembre 2019:
| T. Rowe Price Associates IM    | 13,3% |
| Patterson (plan d'épargne)     | 11,6% |
| The Vanguard Group             | 8,77% |
| Capital Research & Management  | 7,60% |
| Sands Capital Management       | 6,65% |
| Dimensional Fund Advisors      | 4,67% |
| Walter Scott & Partners        | 3,76% |
| BlackRock Fund Advisors        | 3,40% |
| Fairpointe Capital             | 3,31% |
| Fidelity Management & Research | 3,19% |

## Opérations
Patterson Dental Supply distribue aux dentistes, aux laboratoires dentaires et à d'autres professionnels des établissements médicaux de l'Amérique du Nord. Elle fournit des produits de consommation, la technologie et l'équipement dentaire, les logiciels, les systèmes d'éducation des patients et des formes de bureau et de la papeterie.
Webster Veterinary Supply fut fondée en 1946 et son siège social est à Sterling, au Massachusetts. Elle distribue dans les animaleries aux États-Unis et dans les marchés d'approvisionnement vétérinaires équine, comme les cliniques vétérinaires concentrées dans l'est des États-Unis, et elle distribue des fournitures équines à travers les États-Unis. Ces produits comprennent les produits consommables et de diagnostic, de matériel, de produits biologiques et des produits pharmaceutiques.
Patterson Medical Products était anciennement connu sous le nom de AbilityOne Products réhabilitation internationale de l'approvisionnement du marché. Sa réhabilitation facilite des fournitures médicales des patients indépendance, la sécurité et le confort. Les noms de la marque de produit en Amérique du Nord sont Sammons Preston Rolyan et internationalement, ils sont catalogués comme Homecraft.

## Controverses
En février 2016, le développeur informatique américain Justin Shafer, spécialisé dans la gestion de données du marché dentaire, découvre un accès non sécurisé via FTP sur un serveur du logiciel EagleSoft de Patterson Companies permettant un accès public aux données de plus de 22.000 patients. Shafer se rapproche alors du site DataBreaches.net pour trouver une solution au problème. Ils alertent Patterson Companies de la vulnérabilité, les 22.000 patients concernés, ainsi que les autorités fédérales compétentes en la matière. Certaines données étaient publiquement exposées depuis 2009, et Shafer a admis qu'il était facile à l'époque de se faire passer pour un technicien de l'entreprise pour demander et obtenir sans vérification les mots de passe FTP aux serveurs d'EagleSoft. Patterson Companies a de son côté contacté le FBI pour accès non autorisé à ses données, ce qui a mené à la mise en détention de Shafer.
En mai 2020, la filiale vétérinaire de Patterson Companies, Animal Health International, écope d'une amende totale de $52 millions pour erreurs d'étiquetage de ses médicaments.